# Narycia garrula
Narycia garrula är en fjärilsart som beskrevs av Edward Meyrick 1934. Narycia garrula ingår i släktet Narycia och familjen säckspinnare. Inga underarter finns listade i Catalogue of Life.